# Thomas Kruck
Thomas Kruck (* 28. Januar 1933; † 25. Februar 2006 in Erftstadt) war ein deutscher Chemiker und Hochschullehrer.

## Leben
Nach dem Abitur absolvierte Kruck ein Studium der Chemie an der Fakultät für allgemeine Wissenschaften der Technischen Hochschule München und wurde dort am 15. Mai 1961 zum Doktor der Naturwissenschaften promoviert mit einer Dissertation zum Thema Über tellurorganyl-haltige Metallcarbonyle und zur Magnetochemie neuartiger Kohlenoxyd-Komplexe.
Am 12. August 1964 erfolgte ebenfalls an der TH München seine Habilitation mit einer Habilitationsschrift zum Thema Trifluorphosphinkomplexe von Übergangsmetallen: Zur Kenntnis kation. Kohlenoxidkomplexe v. Mangan (I) u. Rhenium (I).
Später übernahm er eine Professur für anorganische Chemie an der Universität zu Köln. Nach der Emeritierung von Franz Fehér wurde Kruck 1971 gemeinsam mit Hans Uwe Schuster und Marianne Baudler Direktor des Instituts für anorganische Chemie der Universität zu Köln. Dort war er bis zu seiner Emeritierung 1999 tätig.

## Veröffentlichungen
- Über tellurorganyl-haltige Metallcarbonyle und zur Magnetochemie neuartiger Kohlenoxyd-Komplexe, Dissertation TH München, 1961
- Trifluorphosphinkomplexe von Übergangsmetallen : Zur Kenntnis kation. Kohlenoxidkomplexe v. Mangan (I) u. Rhenium (I), Habilitation TH München, 1964